# Gęstość optyczna
Gęstość optyczna – pojęcie niejednoznaczne, cecha materiałów, związana z rodzajem ich oddziaływania z promieniowaniem elektromagnetycznym, głównie z zakresu widzialnego, w tym:
- zmianą prędkości światła (w ośrodkach o większej gęstości optycznej prędkość światła jest mniejsza)[1][2][3][4],
- absorpcją kwantów o określonej wielkości (zob. spektrofotometria).

## Gęstość optyczna jako zdolność zmniejszania prędkości światła

Ilustracja prawa załamania światła na granicy ośrodków o różnych gęstościach optycznych (współczynnik załamania n_{1} < n_{2})

Prędkość światła w ośrodkach materialnych jest mniejsza od prędkości światła w próżni. W niektórych ośrodkach może osiągać wartości mniejsze od 0,2 mm/s. Według mechaniki klasycznej spowolnienie jest spowodowane pobudzaniem drgań ładunków elektrycznych, które są zawarte w każdym ośrodku (elektrony, jądra atomów). Pobudzone ładunki wracają do stanu równowagi, co jest związane z emisją fali opóźnionej w stosunku do fali pobudzającej. W wyniku czego obserwuje się zmniejszenie prędkości fali elektromagnetycznej.
Różny stopień hamowania fali elektromagnetycznej w ośrodkach o różnej „gęstości optycznej” wyraża się w wartościach współczynnika załamania (n), odgrywających podstawową rolę w refraktometrii:
{\displaystyle n={\frac {v_{1}}{v_{2}}}}
gdzie:
{\displaystyle \ v_{1}} – prędkość fali w ośrodku 1, przed napotkaniem granicy z ośrodkiem 2,
{\displaystyle \ v_{2}} – prędkość fali w ośrodku 2, po załamaniu.

## Gęstość optyczna jako zdolność do absorpcji światła
1. Gęstość optyczna jako parametr mierzonego materiału[potrzebny przypis]
  - dla materiałów przezroczystych – wielkość fizyczna równa logarytmowi dziesiętnemu stosunku intensywności światła padającego na badany materiał (Ip) do intensywności światła po przejściu tego materiału (Ik), zwana inaczej absorbancją lub ekstynkcją: {\displaystyle A\ =\log(I_{p}/I_{k})}
  - dla materiałów nieprzezroczystych – wielkość fizyczna równa logarytmowi dziesiętnemu stosunku intensywności światła odbitego do intensywności światła padającego na badany materiał.
2. Gęstość optyczna jako parametr urządzeń[potrzebny przypis]

Gęstość optyczna to jeden z podstawowych parametrów mówiących o jakości skanera. Oznacza zdolność rozróżniania szczegółów w najciemniejszych miejscach obrazu (a pośrednio także w najjaśniejszych). W specyfikacjach urządzeń można czasem znaleźć ten parametr pod określaniem Dmax. Gwarowo parametr ten nosi nazwę dynamika skanera lub głębia optyczna skanera. Za profesjonalne skanery można uważać te od D=3,2 w górę. Dokładnie parametr ten oznacza maksymalną gęstość optyczną rozróżnialną przez skaner, ponieważ istnieje również (rzadko podawany) parametr zakresu gęstości optycznych skanera mówiący o zdolności rozróżniania miejsc zarówno najciemniejszych (o największej gęstości), jak i tych najjaśniejszych.
Przykłady pomiarów gęstości optycznej
1. dla materiałów przezroczystych:
pomiar czarno-białych klisz poligraficznych, mówiący o stopniu zaczernienia (krycia) kliszy po procesie naświetlania w naświetlarce i wywołaniu. Pomiaru dokonuje się densytometrem na powierzchni całkowicie zaczernionej, a więc pozbawionej rastra. Inaczej mówiąc, jest to parametr mówiący o przepuszczalności światła przez całkowicie zaczernioną kliszę. Pomiaru g.o. dokonuje się w celu kalibracji naświetlarki (poprzez wstawienie odpowiednich wartości do oprogramowania sterującego naświetlarką). Wartość D=0 oznacza pełną przepuszczalność światła, D=1 to 10% przepuszczalności, D=2 to 1%, D=3 to 0,1% itd. Istnieje również "ręczna" metoda pomiaru g.o., nieformalna i oczywiście bardzo niedokładna, polegająca na obserwacji typowej żarówki przez zaczernioną kliszę - zaczernienie jest wystarczające, gdy widać samo włókno żarówki bez poświaty.
2. dla materiałów nieprzezroczystych:
pomiar luster lub zadrukowanych materiałów. Przy pomiarze druków mierzona jest gęstość optyczna warstwy farby. Dlatego eliminuje się wpływ podłoża na wynik przez kalibrację urządzenia do podłoża, na którym dokonywany jest pomiar. Standardowo densytometry używane w poligrafii wyposażone są w filtry: czerwony, żółty i niebieski umożliwiające dokonywanie wybiórczego pomiaru gęstości optycznej barw magenta, yellow, cyjan.